# 黄海 (1947年)
黄海（1947年—），汉族，中华人民共和国政治人物、第十一届全国政协委员。
加入中国共产党，担任商务部原部长助理、党组成员。2008年，当选第十一届全国政协委员，代表特别邀请人士，分入第五十八组。并担任经济委员会专委。